# Liste der Monuments historiques in Bretenière
Die Liste der Monuments historiques in Bretenière führt die Monuments historiques in der französischen Gemeinde Bretenière auf.

## Liste der Immobilien
| Bezeichnung           | Beschreibung                                                                      | Standort              | Kennzeichnung | Schutzstatus | Datum | Bild           |
| --------------------- | --------------------------------------------------------------------------------- | --------------------- | ------------- | ------------ | ----- | -------------- |
| Château de Bretenière | festes Haus, um 1770 zum Schloss umgebaut; mit Nebengebäuden und Umfassungsmauern | Rue Principale (Lage) | PA21000001    | Inscrit      | 1996  | weitere Bilder |

## Liste der Objekte
| Bezeichnung                             | Beschreibung                                            | Standort                     | Kennzeichnung | Schutzstatus | Datum | Bild |
| --------------------------------------- | ------------------------------------------------------- | ---------------------------- | ------------- | ------------ | ----- | ---- |
| Skulptur Madonna mit Kind               | Holz, 16. Jahrhundert                                   | in der Kirche St-Phal (Lage) | PM21000402    | Classé       | 1958  |      |
| Skulptur Heiliger Stephan von Muret (?) | Kalkstein, farbig gefasst, 16. Jahrhundert              | in der Kirche St-Phal (Lage) | PM21000403    | Classé       | 1962  |      |
| Skulptur Maria Magdalena                | Kalkstein, farbig gefasst, 16. Jahrhundert              | in der Kirche St-Phal (Lage) | PM21000404    | Classé       | 1962  |      |
| Skulptur Unterweisung Mariesn           | Kalkstein, 16. Jahrhundert                              | in der Kirche St-Phal (Lage) | PM21000405    | Classé       | 1962  |      |
| Pietà                                   | Kalkstein, 16. Jahrhundert                              | in der Kirche St-Phal (Lage) | PM21000406    | Classé       | 1962  |      |
| Skulptur einer Heiligen mit Buch        | Kalkstein, 16. Jahrhundert                              | in der Kirche St-Phal (Lage) | PM21000407    | Classé       | 1962  |      |
| Grabstein für Charles Martin            | Kalkstein, bezeichnet 1527                              | in der Kirche St-Phal (Lage) | PM21000408    | Classé       | 1964  |      |
| Wandvertäfelung                         | Holz, bemalt, 16. Jahrhundert; aus dem Priorat Époisses | in der Kirche St-Phal (Lage) | PM21000409    | Classé       | 1971  |      |